# 朱希祖
朱希祖（1879年—1944年），字逖先，浙江海鹽人。歷史學家、國學家。

## 生平
朱希祖生於尚胥里上水村。自幼家貧，父親在鄉下教書。
1905年，考取官費留學，在日本早稻田大學攻讀歷史。 
光緒三十四年（1908年）在東京與魯迅同隨章太炎學習《說文解字》。 
宣統元年（1909年）歸國後，與魯迅同受聘於浙江兩級師範學堂任教。 翌年改就嘉興府中學任教。 辛亥革命後公舉為海鹽縣首任民事長，積極推行剪辮放足、破除迷信、禁止鴉片、興辦學校等新政。 旋改到省教育廳任事。  
1913年（民國二年）為教育部起草國語注音字母方案，後受聘任北京大學預科教員兼清史館編修。 袁世凱稱帝時，辭去編修，專任北大教授。 
1918年（民國七年）任北京大學中國文學系主任，教授中國文學史。 並擔任歷史系主任，是近代中國大學文科中自有歷史係以來的首任系主任。  
1920年（民國九年），聯合北大六教授上書教育部，要求推行新式標點，中國新式標點自此始。 是年底，和沈雁冰、鄭振鐸、葉聖陶等12人共同發起成立文學研究會。
1921年（民國十年），為北大接收歷史博物館殘存內閣大庫檔案1502麻袋，於研究所國學門設明清檔案整理會，擬定整理辦法，領導史學系學生整理研究。
1923年（民國十二年）夏，應陝西督軍劉鎮華之請，入關中講學，摹拓漢唐石刻。
1926年（民國十五年）夏，改任清華、輔仁兩大學教授。
1928年（民國十七年）重返北大，任史學系主任，並發起成立中國史學會。
1930年（民國十九年）朱希祖在辞去北京大学史学系主任后，加入中央研究院 歷史語言研究所，做专任研究员，然任职三月，即被改为特约研究员。
1932年（民國二十一年）任廣州中山大學教授兼文史研究所所長，先後撰寫《南明之國本與政權》《南明廣州殉國諸王考》《中國最初經營台灣考》《屈大均傳》《明廣東東林黨傳》等數十篇論文，成為研究南明史的權威。
1934年（民國二十三年）受聘為南京國立中央大學歷史系主任，同年任古物保管委員會主任。 教學之餘，與其子朱偰對南京古蹟實地調查，寫出《六朝陵墓調查報告》等專著，為研究南京歷史文化奠定了基石。
1935年、1936年任高等考試典試委員。
1938年（民國二十七年）隨校西遷，在四川7年中，先後撰成《偽楚錄輯補》《偽齊錄校補》等書，以隱刺偽滿和汪偽政權。
1940年（民國二十九年）任國史館籌備委員會總幹事，不久即辭國史館職；3月，由重慶國立中央大學歷史系主任改任考試院考選委員會委員，後兼任考試院公職候選人檢核委員會主任。
1944年（民國三十三年）7月因肺氣腫病發，逝於重慶。門生曾編印《文史雜誌》專號，介紹其生平。
朱希祖是章太炎的學生，章對他的評價是「逖先博覽，能知條理」。朱希祖是研究南明史專家，好收集方志，曾捐出《石匱書》、《啓楨遺詩選》、《十願齋集》、《流寇志》等珍貴史料。朱的綽號是“朱胡子”、“吾要”；周作人在《知堂回想錄》中曾說及朱希祖：「尤其是在舊書業的人們中間，提起『朱胡子』來，幾乎無人不知，而且有點敬遠的神氣。因為朱君多收藏古書，對於此道很是精明，聽見人說珍本舊鈔，便揎袖攘臂，連說：『吾要』，連書業專門的人也有時弄不過他，所以朋友們有時也叫他作『吾要』，這是浙西方言，裡邊也含有幽默的意思。」
其子朱偰为著名财经专家、文物保护专家。其女朱倓也是史学研究者，并是著名学者和客家学创始人罗香林之妻。

## 相關人物
- 吉川幸次郎